# Били-Би-Нзе, Ален-Клод
Ален Клод Били Би Нзе (фр. Alain Claude Bilie By Nze; род. 16 сентября 1967, Макоку) — габонский политический деятель, премьер-министр Габона (2023).

## Биография
Родился 16 сентября 1967 года в Макоку, один из шестнадцати детей. Мать — домохозяйка, отец — почтовый служащий. После шестого класса поступил в полицейскую школу в Либревиле и окончил там бакалавриат, затем поступил в Габонский университет, где изучал литературу. В университете создал студенческий профсоюз и увлёкся политикой. Являлся активистом Национального объединения лесорубов во главе с Полем Мба Абессоле, с которым познакомился в 1992 году в ходе предвыборной кампании 1993 года. В 1994 году в университете началась забастовка, и ректор Даниэль Она Ондо был захвачен студентами, вследствие чего через несколько месяцев Нзе был исключён из университета.
Работал журналистом, радиоведущим, занимался другими видами деятельности, а политическую карьеру делал в партии Мба Абессоле, в которой со временем занял должность официального представителя (партия после серии реорганизаций стала именоваться Объединение за Габон). В 2005 году активно участвовал в президентской кампании Омара Бонго, в 2006 году избран в Национальное собрание Габона и вошёл в правительство, получив должность младшего министра связи, а в 2007 году назначен на аналогичную должность в Министерстве транспорта и гражданской авиации. В 2008 году провёл один месяц в тюрьме из-за обвинения в попытке приобрести два автомобиля за необеспеченные банковские чеки.
В 2010 году исключён из партии вследствие поддержки, оказанной им сыну и преемнику умершего президента — Али Бонго Ондимба. В 2011 году проиграл парламентские выборы в своём округе, в 2012 году назначен советником и официальным представителем президента, а в 2013 году официально вступил в правящую Габонскую демократическую партию. Итоги президентских выборов 2016 года были оспорены оппозицией, но Нзе получил портфель министра цифровой экономики, связи, культуры и искусств, а в 2019 году получил портфель министра иностранных дел.
В июле 2020 года назначен государственным министром, министром энергетики и гидроресурсов, в марте 2022 года дополнительно к имеющейся должности вновь стал официальным представителем правительства. В октябре 2022 года получил портфель вице-премьера, сохранив уже имеющиеся посты.
9 января 2023 года президент Али Бонго Ондимба назначил Нзе премьер-министром Габона.
30 августа 2023 года группа военных на телеканале «Габон 24» объявила об отмене итогов всеобщих выборов 26 августа, победу на которых в третий раз одержал Али Бонго Ондимба. Они также объявили о роспуске всех официальных органов власти, обвинив их в безответственном управлении и в социальной деградации страны.